# Гусак Регіна Вікторівна
Гусак (Ніколаєва) Регіна Вікторівна (нар. 26 червня 1979, Чернігів, Україна) — директорка Чернігівського навчально-реабілітаційного центру для дітей з особливими потребами № 2 Чернігівської міської ради; керівниця відокремленого підрозділу 
ГО «Ріка життя» у Чернігівській області; голова правління ГО «Міський молодіжний центр «Жменя»; координаторка волонтерського руху благодійного фонду «Поліський оберіг».

## Життєпис
Народилась 26 червня 1979 року в Чернігові в родині державних службовців.
Батько, Ніколаєв Віктор Павлович, за фахом учитель літератури, близько тридцяти років пропрацював у ДСНС Чернігівської області. Мати, Ніколаєва Людмила Володимирівна, учитель історії та географії ЗЗСО № 4. Понад 20 років мешкає в Італії.
Дитинство Регіни пройшло в невеличкому латвійському місті Свенте.

### Освіта
Початкову освіту здобула в Чернігівському ліцеї № 15, з 1991 року продовжила навчання в Чернігівському ліцеї № 22.
1996 року, після закінчення школи, вступила до Національного університету «Чернігівський колегіум» імені Т. Г. Шевченка, історичний факультет, спеціальність «Методика викладання історії. Практична психологія».
2020 року з метою підвищення свого кваліфікаційного рівня завершила навчання за новою спеціальністю «Освітні, педагогічні науки», спеціалізація «Інклюзивна освіта, корекційна педагогіка» й отримати освітній ступінь «Магістр».

## Викладацька робота
2001—2013 — учитель історії, практичний психолог Чернігівського ліцею № 22, лідерка ініціативної групи педагогів та учнів «Єдність».
2013—2016 — методист відділу інклюзивного навчання Чернігівського обласного інституту післядипломної педагогічної освіти ім. К. Д. Ушинського.
2016, серпень — директорка Чернігівського навчально-реабілітаційного центру № 2 Чернігівської міської ради

## Напрацювання
- Електронний бюлетень з питань репродуктивного здоров’я, розроблений Агентством США з міжнародного розвитку (USAID), 2015. С.5

- Збірник кращих практик проведення масових інформаційно-просвітницьких заходів з питань планування сім’ї та репродуктивного здоров’я, розроблений Агентством США з міжнародного розвитку (USAID). Київ, 2016. Упорядник Світлана Співак. С.10-17

- Електронний бюлетень з питань репродуктивного здоров’я, за підтримки Міжнародної федерації планованого батьківства / IPPF., 2017. С.3.

- Студентський науковий вимір соціально-педагогічних проблем сьогодення: збірник матеріалів ІІІ Міжнародної науково-практичної конференції (14 травня 2019 р., м. Ніжин) / за заг. ред. О. В. Лісовця. Ніжин: НДУ ім. М. Гоголя, 2019. С.107)

## Громадська діяльність
2005, червень — координатор волонтерського руху Благодійного фонду «Поліський оберіг»
2007, січень — голова правління міської молодіжної громадської організації «Міський молодіжний центр «Жменя». Об'єднання є ініціатором і співучасником громадських проєктів, заходів, дискусійних телепередач, флешмобів, благодійних концертів. Серед яких:
- проект «Здорова родина — здорова країна» у рамках програми АМР США «Здоров'я жінок України» (2014);
- Мандрівний міжнародний фестиваль документального кіно про права людини (з 2005);
- спільний проект «Правова освіта ув'язнених дівчат» з представниками Академії ДПтС (2018);
- проект «Соціальна творчість студентського театру EX LIBRIS: свобода від наркотиків» за програмою бюджету участі (2020).

2015, листопад — депутат VII скликання від БПП «Солідарність»
2017—2019 рр. — за результатами опитування експертів міста Чернігова, проведеного громадською організацією «Агенція міських ініціатив» (у межах громадської кампанії «Атестація депутатів місцевих рад»), Регіна Гусак за відповідальне ставлення до своїх обов'язків отримала найвищу оцінку (серед двох депутатів, чия активність була визначена на високому рівні).
Увійшла до топ-3 депутатів міської ради за кількістю підтриманих запитів: питання ремонту і благоустрою, покращення інфраструктури для людей з інвалідністю. Серед них резонансний: про заборону виступу одного з пересувних цирків, у якому використовуються тварини.
2020, листопад — депутатка VIII скликання від партії «Рідний дім», секретар постійної комісії міської ради з питань регламенту, законності, прав і свобод громадян та запобігання корупції .
2020—2021 рр. — за підсумками моніторингу, проведеного аналітиками громадської організації «Агенція міських ініціатив» (у межах громадської кампанії «Атестація депутатів місцевих рад») у списку тих обранців, які сумлінно виконують свої зобов'язання.
2023, березень   - учасниця IX Всеукраїнського форуму взаємодії та розвитку з теми «Залучення молоді до відновлення України, плани та пріоритети на 2023 рік» (у дистанційному форматі)
2023, березень   – як голова правління ГО «Міський молодіжний центр «Жменя» у складі спільної делегації відвідала  Боснію та  Герцеговину у рамках ознайомчого візиту, організованого громадськими організаціями PAX (Нідерланди) та Центр «Доброчин» (Україна), у межах проєкту «Зміцнення соціальної згуртованості та заснування суспільного договору у постраждалій від війни Чернігівській області» 

### Волонтерська діяльність
Регіна Гусак – волонтер з 20-річним досвідом . Цю благородну справу починала ще студенткою. І зараз продовжує співпрацювати з благодійними організація та фондами:    
- Києво-Житомирська дієцезія

- Норвезька рада у справах біженців
- Польсько-українська фундація співпраці (ПАУСІ)

- Всеукраїнський фонд допомоги і розвитку HELPGROUP
- Благодійний фонд "Паляниця Україна" - Чернігів
- Чернігівська обласна благодійна організація «Аратта»
- Благодійний фонд «Рокадо» (Львів, Житомир, Київ) як виконавчий партнер УВКБ ООН
- БО «БФ УКРАЇНСЬКОГО БІЗНЕСУ» (Чернігів)
- Благодійний фонд допомоги цивільним та захисникам України «Це моє місто»

Під час облоги Чернігова Регіна з кількома десятками помічників годували понад тисячу військових . Тричі на тиждень виїжджали на зруйновані околиці Чернігова, у приміські села як під час облоги, так і після відведення ворожих військ. «Ангелів кухні» очікували скрізь.
«Робімо добрі справи разом! Нас чекають люди!» – позиція Регіни як волонтера.
Протягом 2024 року волонтерська команда КЗ «ЧНРЦ 2» під керівництвом Гусак Регіни бере участь у проєкті з організації гарячого харчування для незахищених верств населення міста Чернігова. Щовівторка о 12.00, за адресою Левка Лукʼяненка 35, гарячі обіди отримують ті, хто знаходиться у найскладніших життєвих обставинах.

## Відзнаки та вшанування
- 2016, грудень — лауреатка конкурсу «Жінка року — 2016» міста Чернігова[4].
- 2017, вересень — лауреатка обласної щорічної Премії імені Софії Русової[5].
- 2018, березень — Почесна грамота обласної державної адміністрації[6]
- 2018, грудень — Грамота Верховної Ради України за заслуги перед українським народом[7]
- 2022, вересень — Орден княгині Ольги ІІІ ступеня за значний особистий внесок у розвиток національної освіти, підготовку кваліфікованих фахівців; мужність і самовідданість, виявлені у захисті суверенітету та територіальної цілісності України, багаторічну плідну педагогічну діяльність та високий професіоналізм[8]
- 2023, грудень — медаль «За оборону Чернігова» з нагоди  Міжнародного дня волонтера (відзнака територіальної громади міста, якої удостоєні особи, що впродовж лютого-березня 2022 року активно сприяли виконанню завдань, пов'язаних зі здійсненням заходів із забезпечення оборони Чернігова)

## Сімейний стан
Чоловік — Гусак Андрій Павлович, 1977 р. н.; донька — Гусак Ольга Андріївна, 1997 р. н.; прийомний син — Ленько Олександр Павлович, 1997 р. н.